# .cn
.cn is het achtervoegsel van domeinen van websites uit Volksrepubliek China. Registraties op derde niveau zijn mogelijk onder bepaalde voorwaarden.

## Chinese karakters
Het is mogelijk om domeinnamen met Chinese karakters te registreren op het tweede niveau.